# Karolína Erbanová
Karolína Erbanová (Vrchlabí, 27 oktober 1992) is een voormalig Tsjechische langebaanschaatsster en huidig ijshockeyspeler. Sinds het seizoen 2016/2017 trainde zij bij Team AfterPay onder leiding van Dennis van der Gun. Op 27 augustus 2018 kondigde ze aan te stoppen met langebaanschaatsen.
Net als Martina Sáblíková trainde Erbanová aanvankelijk bij Petr Nováks NOVIS Team. Op 10 januari 2010 kwam Erbanová op 17-jarige leeftijd binnen op de 93e positie in de Adelskalender, vanwege de eerste 5000 meter die zij die dag had gereden.

## Schaatscarrière
Nadat Erbanová probeerde de nationale selectie te halen in het ijshockey, werd ze in 2006 gevraagd om mee te trainen bij de langebaanschaatsers. Ze bleek talent te hebben en Erbanová brak tijdens de eerste Wereldbekerwedstrijd van het seizoen 2008/2009 in Berlijn door op het onderdeel ploegenachtervolging en werd samen met Sáblíková en Jirků zesde. Een week later in Heerenveen werden de dames zevende.
Op 9 januari 2009 debuteert Erbanová op het EK Allround in Thialf. Op de 500 meter was ze op weg naar een persoonlijk record, maar vlak voor de finish viel Erbanová en gleed zij naar 41,12. Een dag later verbeterde zij wel haar persoonlijke record op de 1500 meter, ze klokte een tijd van 2.02,36 en leek met een 18e plaats in het eindklassement op slechts 16-jarige leeftijd haar visitekaartje al definitief te hebben afgegeven.
Tijdens de ploegachtervolging bij de wereldbekerwedstrijd in Erfurt op 1 februari 2009 wist Erbanová samen met Martina Sáblíková en Andrea Jirků naar het goud te rijden en zo de wereldbeker achtervolging binnen te halen. Met 16 jaar en 101 dagen is zij hiermee heden ten dage de jongste winnares van een wereldbekerwedstrijd.
Op 21 februari 2009 stond Erbanová op het WK Junioren in Zakopane na drie afstanden tweede achter Roxanne van Hemert. Op de 3000 meter werd ze echter gediskwalificeerd vanwege het feit dat ze twee ronden voor het einde vergat te wisselen. Daardoor schoof Yvonne Nauta op en nam zij haar plek over. Tijdens dit toernooi werd Erbanová op de 1000 meter en 1500 meter vierde. Een week later in Groningen haalde Erbanová wel een medaille, in het wereldbekerklassement junioren eindigde ze als derde op de 1500 meter, achter Nauta en Van Hemert.

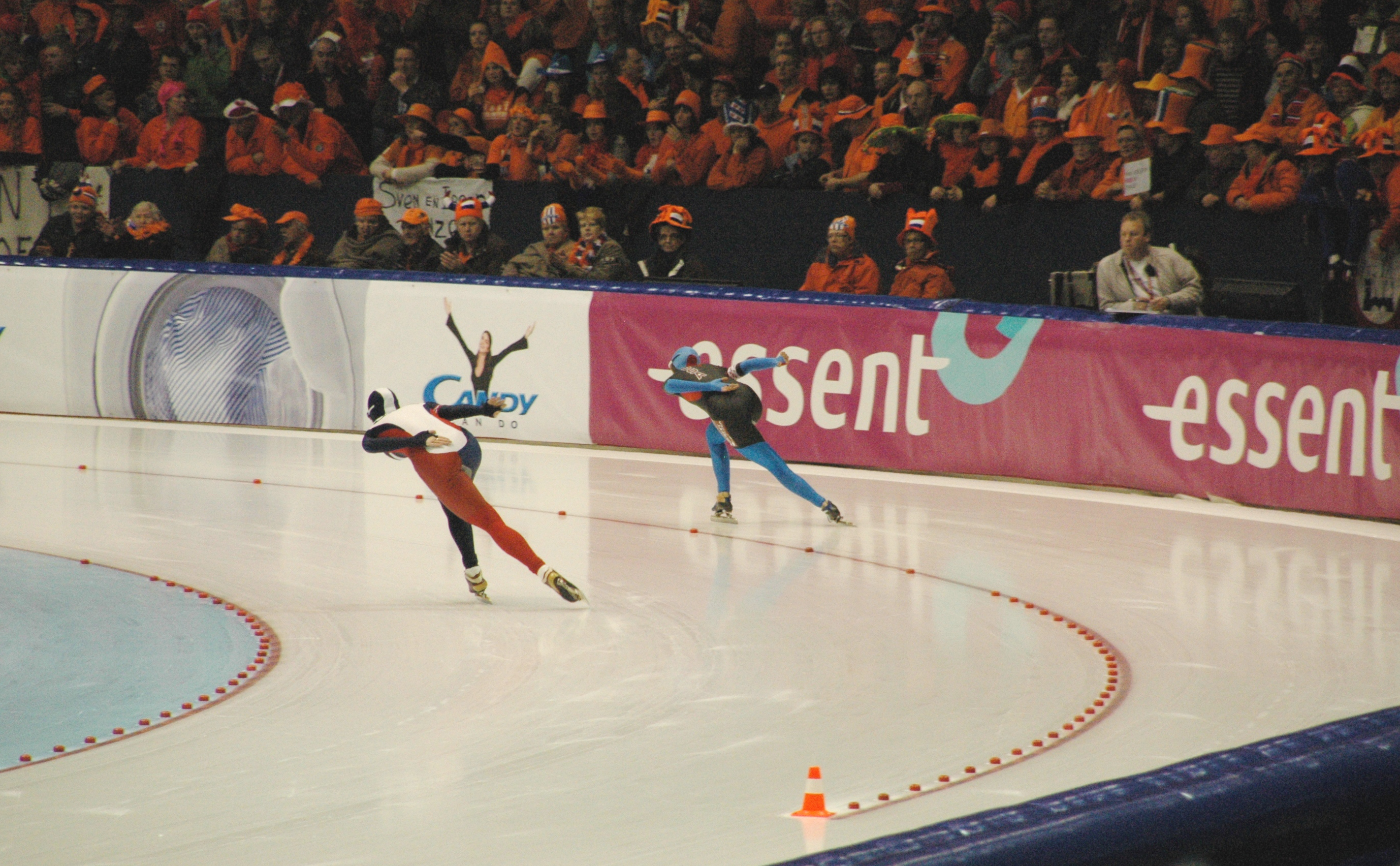
Erbanová en Anna Ringsred op de 3000 meter in Thialf

Op 9 januari 2010 wist zij tijdens het EK allround in Hamar de 500 meter te winnen in 39,54. In het klassement eindigde ze als negende. Dat lukte haar ook op 8 januari 2011 tijdens het EK allround in Collalbo in 39,29. Op het WK Allround voor junioren in het Finse Seinäjoki werd Erbanová wereldkampioene, voor Pien Keulstra en de kampioene van vorig jaar Lotte van Beek. Op het WK Allround op 20 maart 2010 lootte ze op de 3000 meter tegen de Amerikaanse Anna Ringsred; zij eindigden in het eindklassement als zestiende en zeventiende.
Op 4 december 2011 eindigde ze tijdens de wereldbekerwedstrijden in Thialf op de 1000 meter als vierde, waarmee ze in het klassement klom naar de zesde plaats. Op 29 januari 2012 behaalde ze een sprintvierkamp-record voor junioren in Calgary. Op 15 december 2012 won ze haar eerste wereldbekerwedstrijd over 1000 meter tijdens de vijfde wereldbekerwedstrijd in Harbin in 1.17,10 achter Hong Zhang en Margot Boer. In 2011 en 2012 werd ze junior sporter van het jaar, een prijs die Sáblíková in 2006 won. Erbanová nam op 23 juni 2011 tevens deel aan het Tsjechisch kampioenschap individuele tijdrit op de weg (Šumperk) dat Sáblíková won. Ze eindigde als 6e.
In mei 2014 maakte Erbanová de overstap naar Team Continu van Marianne Timmer en Gianni Romme. Tijdens de Wereldbekerwedstrijden in Seoul in november 2014 eindigde ze als derde bij de tweede omloop van de 500 meter en eveneens op de 1000 meter. Ook bij het WK Afstanden wist ze brons te halen, op de 1000 meter en op 1 maart 2015 won Erbanová de eerste Tsjechische sprintmedaille tijdens het WK Sprint in Astana toen ze als derde eindigde achter wereldkampioene Brittany Bowe en nummer twee Heather Richardson. Op het EK sprint 2017 weet ze na de eerste 500 en 1000 meter het klassement aan te voeren, voor de gedoodverfde kandidate Jorien ter Mors. Dit bleef de dag erna zo waardoor ze de eerste Europese sprintkampioene werd. In de zomer van 2018 begon ze te trainen bij de Poolse sprintploeg, maar al gauw kondigde ze het einde van haar schaatsloopbaan aan.

## Na het schaatsen
Sinds het najaar van 2019 speelt Erbanová als hockeyspits voor HC Manki Jičín, waarmee ze in het seizoen 2019/2020 een belangrijke bijdrage heeft geleverd aan de doorstroming naar de eerste competitie. In 2021 sloot ze zich aan bij de Zweedse club Almtuna IS uit Uppsala en begon ze te werken in de op één na hoogste competitie van Zweden. In november 2021 maakte ze haar debuut voor het Tsjechische nationale team en nam ze deel aan het kwalificatietoernooi voor de Olympische Winterspelen van 2022. Voor het eerst is de Tsjechische nationale ijshockeyploeg voor vrouwen hiervoor gekwalificeerd. Op het WK 2022 in Denemarken won ze met Tsjechië met 8-4 van de Verenigde Staten brons.

## Persoonlijke records
| Afstand    | Tijd      | Datum            | Baan           |
| ---------- | --------- | ---------------- | -------------- |
| 500 meter  | 0 37,06   | 25 februari 2017 | Calgary        |
| 1000 meter | 1.13,53   | 25 februari 2017 | Calgary        |
| 1500 meter | **1.55,35 | 16 november 2013 | Salt Lake City |
| 3000 meter | 4.17,73   | 12 februari 2011 | Calgary        |
| 5000 meter | 7.36,65   | 10 januari 2010  | Hamar          |

** = nationaal juniorenrecord.

## Resultaten
| Jaar | EK Sprint | EK Allround          | WK Sprint             | WK Allround         | WK Afstanden                | Olympische Spelen            | Wereldbeker                  | WK Junioren                                     | EK Afstanden |
| ---- | --------- | -------------------- | --------------------- | ------------------- | --------------------------- | ---------------------------- | ---------------------------- | ----------------------------------------------- | ------------ |
| 2009 |           | NC18 (14e,19e,12e,-) |                       |                     | 21e 1500m 7e achtervolging  |                              | 36e 1500m · achtervolging    | 4e 1000m 4e 1500m DQ 3000m 16e allround         |              |
| 2010 |           | 9e · (,17e,5e,12e)   |                       | NC17 · (,24e,12e,-) |                             | 23e 500m 12e 1000m 25e 1500m | 45e 1000m 22e 1500m          | NF2 500m · 1000m · 1500m · 17e 3000m · allround |              |
| 2011 |           | 10e · (,19e,7e,12e)  |                       | NC15 · (,24e,10e,-) | 11e 500m 17e 1000m          |                              | 26e 500m 36e 1000m 33e 1500m | 500m · 1000m · 1500m · 11e 3000m · allround     |              |
| 2012 |           | NC15 · (,20e,16e,-)  |                       |                     | 8e 500m 15e 1000m 14e 1500m |                              | 17e 500m 18e 1000m 37e 1500m | 500m · 1000m · 1500m · 9e 3000m · allround      |              |
| 2013 |           | NC12 · (,22e,11e,-)  | DQ4 (17e, 4e, 9e, DQ) | -                   | 13e 500m 5e 1000m 6e 1500m  |                              | 13e 500m · 1000m · 23e 1500m |                                                 |              |
| 2014 |           | NC16 · (,21e,16e,-)  |                       |                     |                             | 10e 500m 10e 1000m 13e 1500m | 14e 500m 7e 1000m 19e 1500m  |                                                 |              |
| 2015 |           |                      | · (, 7e, , 5e)        |                     | 7e 500m · 1000m             |                              | 6e 500m 4e 1000m 25e 1500m   |                                                 |              |
| 2016 |           |                      | 7e (11e, 5e, 6e, 6e)  |                     | 14e 500m 13e 1000m          |                              | 9e 500m 8e 1000m             |                                                 |              |
| 2017 | · (, ,)   |                      | 4e · (, 4e, , 4e)     |                     | 4e 500m 5e 1000m            |                              | 5e 500m 5e 1000m             |                                                 |              |
| 2018 |           |                      |                       |                     |                             | 500m · 7e 1000m              | 500m · 7e 1000m              |                                                 | 500m         |

 NC# = niet geplaatst voor laatste afstand, maar wel als # geëindigd in het klassement 

### Medaillespiegel
| Kampioenschap          | Goud · | Zilver · | Brons · |
| ---------------------- | ------ | -------- | ------- |
| EK Allround afstanden  | 4      | 0        | 0       |
| WK Allround afstanden  | 0      | 1        | 1       |
| Wereldbeker klassement | 1      | 0        | 0       |
| WK Junioren            | 1      | 0        | 3       |